# Донгго
Донгго́ (індонез. Donggo) — один з 18 районів округу Біма провінції Західна Південно-Східна Нуса у складі Індонезії. Розташований у північній частині. Адміністративний центр — село Мбава.
Населення — 17073 особи (2013; 16973 в 2012, 16753 в 2010).

## Адміністративний поділ
До складу району входять 8 сіл:
| Населений пункт  | Населення, осіб (2010) |
| ---------------- | ---------------------- |
| Бумі-Паджо, село | 1778                   |
| Дорідунгга, село | 2518                   |
| Кала, село       | 1344                   |
| Мбава, село      | 4160                   |
| Мпілі, село      | 1571                   |
| О'о, село        | 1969                   |
| Палама, село     | 1179                   |
| Рора, село       | 2234                   |